# Меланхолік

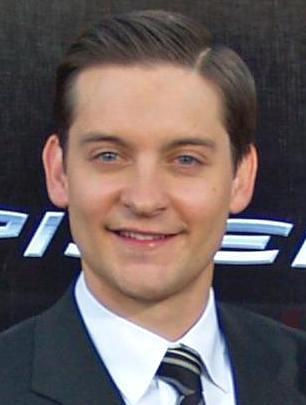
Альбрехт Дюрер. Меланхолія

Меланхо́лік (грец. μέλαινα χολή, мелена холе, «чорна жовч») — темперамент в класифікації Гіппократа. Люди з таким типом нервової системи характеризуються боязкістю, замкненістю, надмірною чутливістю, схильні перебільшувати труднощі. Йому властива стриманість, приглушеність моторики та мовлення. Утім вони мають тонку душевну організацію, часто виражають себе у мистецтві.
Разом з тим серед меланхоликів трапляються такі неабиякі особистості як французький філософ Рене Декарт, англієць Чарлз Дарвін, письменник Микола Васильович Гоголь, польський композитор Фридерик Шопен, американський письменник Едгар По, американський співак Елвіс Преслі. Вони зуміли здолати недоліки даного темпераменту і творчо використовувати переваги: високу чутливість нервової системи, тонку реакцію на щонайменші відтінки відчуттів, глибокі емоційні переживання, що відрізняються великою стійкістю.
Понад усе меланхоліки цінують здоров'я, моральне обличчя, родинний статус. Потребують непорушних звичних стереотипів, любові, віри, роботи. Схильність до ідеалів і ідеалізації. Дуже романтичні.
При недостатньому вихованні у меланхоліка можуть розвинутися такі негативні риси, як підвищена аж до хворобливості емоційна вразливість, замкнутість, відчуженість, схильність до тяжких внутрішніх переживань за таких життєвих обставин, які на це не заслуговують.